# EX-313

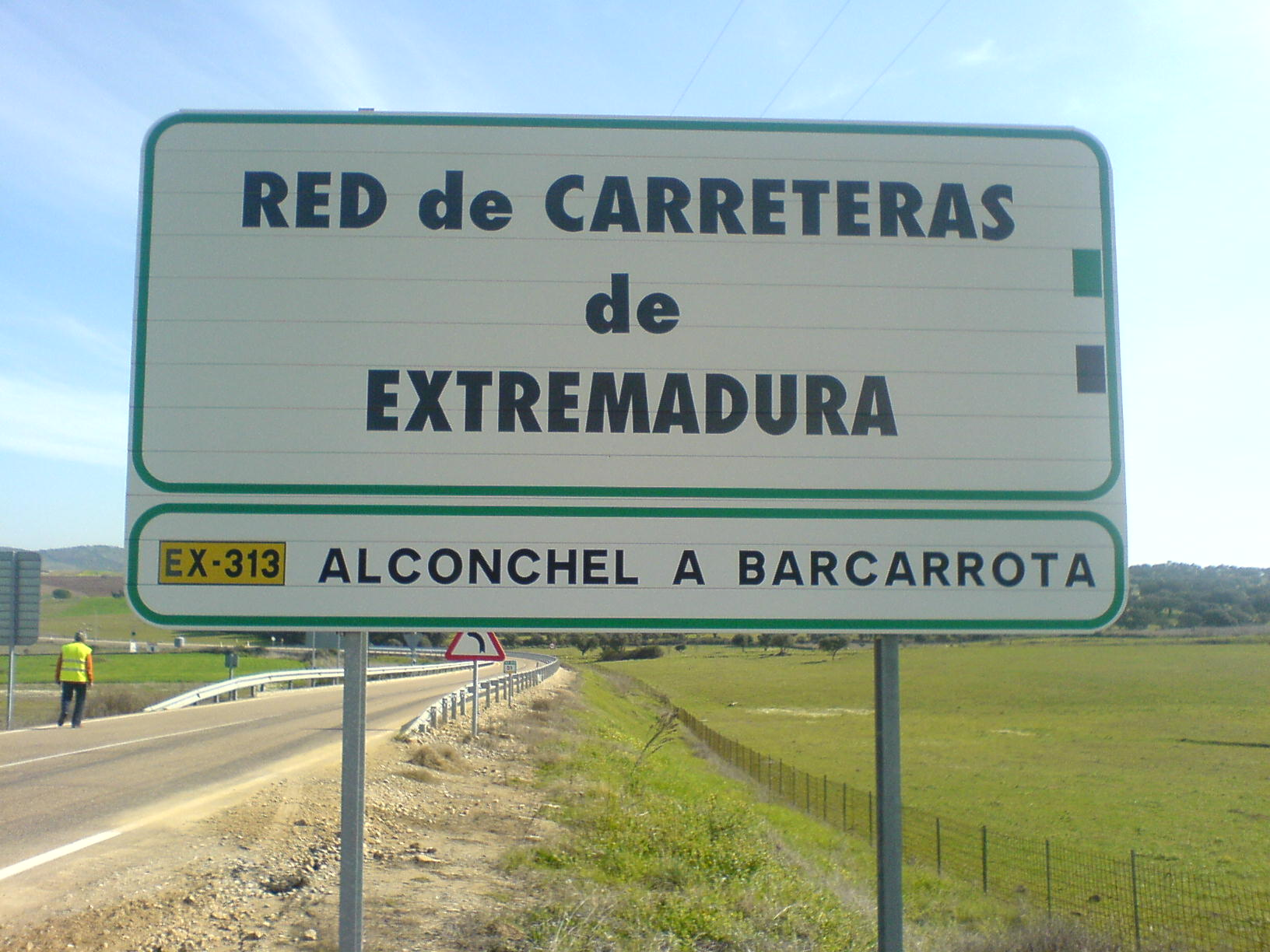
Cartel informativo de la EX-313 cerca de Alconchel.

La EX-313 es una carretera de titularidad de la Junta de Extremadura. Su categoría es local. La denominación oficial es EX-313, de Barcarrota a Alconchel. La carretera se encuentra acondicionada dentro de las actuaciones previstas en el Plan Regional de Carreteras de Extremadura.

## Historia
Es la antigua BA-203, cuya nomenclatura cambió a EX-313 al redefinirse la Red de Carreteras de Extremadura en 1997.

## Área
Tiene su origen en la localidad de Barcarrota y más concretamente en la intersección con la antigua N-435. El final de la carretera está en la intersección con la EX-107, cerca de la localidad de Alconchel.
La longitud real de la carretera es de 21.110 m, de los que la totalidad discurren en la provincia de Badajoz.

## Carreteras enlazadas
El desarrollo de la carretera es el siguiente:
| Punto kilométrico | HITO                                      |
| ----------------- | ----------------------------------------- |
| 0+000             | Inicio: Antigua N-435 (Barcarrota)        |
| 0+000 - 0+550     | Travesía de Barcarrota                    |
| 0+550             | Intersección N-435 (Badajoz - Huelva)     |
| 0+660             | Intersección BA-026 (Valverde de Leganés) |
| 15+040            | Intersección BA-139 (Táliga)              |
| 19+240            | Intersección EX-312 (Alconchel)           |
| 21+110            | Fin: EX-107 (Alconchel).                  |

## Intensidad de vehículos
Los datos sobre Intensidades Medias Diarias en el año 2006 son los siguientes:
| Punto kilométrico | IMD | Ligeros | Pesados | % Pesados |
| ----------------- | --- | ------- | ------- | --------- |
| 18+300            | 666 | 625     | 40      | 6,1       |